# 太陽的破片
《太陽的破片》（日语：／ Taiyō no Hahen）是日本創作歌手尾崎豐的第7張單曲，於1988年6月21日經唱片公司MOTHER&CHILDREN發行。
本作是尾崎自身總計銷售量第三、原創單曲銷售量第一的代表作，於Oricon公信榜單曲週榜獲得第三名。

## 簡介
本作是尾崎因違反《覺醒劑取締法》被羈押在東京看守所三個月後復出發行的第一張單曲。單曲講述了他在濫藥前承受的沉重壓力和苦惱，歌詞是尾崎在1988年2月10日、仍被羈押於看守所時寫成。提拔尾崎出道並為他製作過多個作品的須藤晃認為本曲是尾崎在「精神最受打擊時，嘔心瀝血寫出來的歌曲。」
本作的封面設計由尾崎本人提案、田島照久拍攝。

## 發行與推廣
1988年6月21日，本作經「MOTHER&CHILDREN」以12英寸黑膠唱片、8厘米CD和卡式錄音帶三種型態同時發行。由於A面曲長達7分鐘，本曲並未推出當年流行使用的7英寸EP版本。
尾崎於單曲推出翌日登上了音樂節目《夜之HIT STUDIO DELUXE》演唱本曲；此曲遂成為了他第一首、也是唯一一首在生時曾於電視節目上演唱過的歌曲。雖然這次演出為他的復出打響了頭炮，但音樂製作人佐藤剛認為由於尾崎過往一直只會面對自己心中交錯的感情孤獨地演出，這次在著重娛樂性的電視節目上向全國觀眾現場演唱使得他感到不自然，整個演出充滿違和感。不過，《小說新潮》的主編新井久幸亦指出，尾崎在演出時用他自己的獨有的方式唱着，讓人覺得很激動。他表示，「這是一首發人深思的歌曲。」
《太陽的破片》是尾崎生前唯一一首未被收錄在專輯的單曲，故在廢盤後很長的一段時間都沒有人能夠購入本作。

## 音樂影片
《太陽的破片》的音樂影片由佐藤輝執導。音樂影片一幕拍攝了一群全裸的小孩與尾崎一同玩樂的場景，以帶出純真的概念。此外，在1995年10月21日發行的演唱會錄影帶《告白 (Confession)》中，尾崎在東京巨蛋（1988年）、國立代代木競技場（1988年）和郡山市民文化中心（1991年）的三次現場演出被合成剪輯出第二個版本的音樂影片。

## 收錄歌曲
| 曲序     | 曲目            | 时长  |
| -------- | --------------- | ----- |
| 1.       | 太陽的破片 （太陽の破片） | 6:58  |
| 2.       | 遙遠的天空 （遠い空） | 4:46  |
| 总时长： | 总时长：        | 12:01 |

## 製作人員
| - 主唱、木吉他、口琴：尾崎豊 - 鼓手：村上PONDA秀一 - 低音提琴手：高水健司 - 吉他手：是方博邦 - 鋼琴：島健 - 手：本多俊之 - 合成器：鳥山敬治 | - 製作人、混音：吉野金次 - 錄音：松本元成 - 助理工程師：關口利之（関口利之） - 藝人管理：佐佐木健彥（佐々木健彦） - 執行製作人：福田信 - 美術指導：田島照久 - 音樂影片監督：佐藤輝 |  |

## 發行歷史
| № | 日期           | 唱片公司        | 規格                              | 規格編號            | Oricon公信榜 最高排名 |
| - | -------------- | --------------- | --------------------------------- | ------------------- | --------------------- |
| 1 | 1988年6月21日  | MOTHER&CHILDREN | 12英寸黑膠唱片 8厘米CD 卡式錄音帶 | MCR-503 MCD-3 MCT-3 | 3                     |
| 2 | 1990年11月28日 | MMG INC.        | 8厘米CD                           | AMDX-6029           | 20                    |

## 收錄專輯
- 《太陽的破片》
  - 《街路樹+2》（2007年）
  - 《WEDNESDAY 〜LOVE SONG BEST OF YUTAKA OZAKI》（2008年）
  - 《街路樹（2枚組特別版）》（街路樹（2枚組スペシャルエディション），2009年）
- 《遙遠的天空》
  - 《街路樹（日语：街路樹 (アルバム)）》（1988年）

## 現場演唱版本
- 《太陽的破片》
  - 現場表演錄音帶
    - 《約束之日 Vol.2（日语：約束の日 Vol.2）》（1993年）：收錄了1991年10月30日尾崎在國立代代木競技場公演中的演出。
    - 《ARTERY & VEIN : THE VERY BEST OF YUTAKA OZAKI》（1999年）：同樣收錄了1991年10月30日的演出。

  - 現場表演錄影帶
    - 《LIVE CORE（日语：LIVE CORE）》（1989年）：收錄了1988年9月12日尾崎在東京巨蛋公演中的演出。
    - 《約束之日 LAST APPEARANCE（日语：約束の日 LAST APPEARANCE）》（1993年）
    - 《約束之日 LAST APPEARANCE 完全版》（2001年）
    - 《還有一個真人秀「LIVE + DOCUMENTARY」（日语：もうひとつのリアリティ “LIVE + DOCUMENTARY”）》（2004年）：收錄了1991年8月27日尾崎在郡山市民文化中心（日语：郡山市民文化センター）公演中的演出。
    - 《LIVE CORE 完全版〜YUTAKA OZAKI LIVE IN TOKYO DOME 1988・9・12（日语：LIVE CORE 完全版〜YUTAKA OZAKI LIVE IN TOKYO DOME 1988・9・12）》（2013年）：同樣收錄了1988年9月12日的演出。

  - 電視節目 
    - 音樂節目《夜之HIT STUDIO DELUXE（日语：夜のヒットスタジオ）》（1988年6月22日、富士電視台）
- 《遙遠的天空》
  - 現場表演錄影帶
    - 《LIVE CORE 完全版〜YUTAKA OZAKI LIVE IN TOKYO DOME 1988・9・12》（2013年）

## 翻唱版本
- 岡村靖幸（日语：岡村靖幸）《"BLUE" A TRIBUTE TO YUTAKA OZAKI》（2004年）